# Le Chemin d'une femme
Pour les articles homonymes, voir A Woman's Way.
Le Chemin d'une femme (A Woman's Way) est un film muet américain de D. W. Griffith sorti en 1908.

## Synopsis
Une femme est heureuse de retrouver son soupirant après l'avoir fui dans un premier temps.

## Fiche technique
- Titre original : A Woman's Way
- Titre français : Le Chemin d'une femme
- Réalisation et scénario : D. W. Griffith
- Photographie : Arthur Marvin
- Société de production et de distribution : American Mutoscope and Biograph Company[1]
- Pays :  États-Unis
- Format[2] : Noir et blanc - 35 mm[3],[4] - 1,37:1[3] - Muet
- Métrage : 676 pieds (206 mètres[4])
- Durée : 11 minutes (à 16 images par seconde)[2]
- Date de sortie : 24 novembre 1908

## Distribution
- Florence Lawrence
- David Miles
- Dorothy Bernard
- Arthur V. Johnson : l'homme au fusil
- Harry Solter : un campeur
- George Gebhardt : l'homme des bois[3],[5]
- Linda Arvidson : la femme du campeur[3],[5]

Note : Les noms des personnages proviennent de lInternet Movie Database.

## Autour du film
Les scènes du film ont été tournées les 3 et 6 octobre 1908 à Coytesville et Little Falls, dans le New Jersey.
Une copie du film est conservée dans les archives de l'Université de Californie à Los Angeles.